# Zoom轟炸

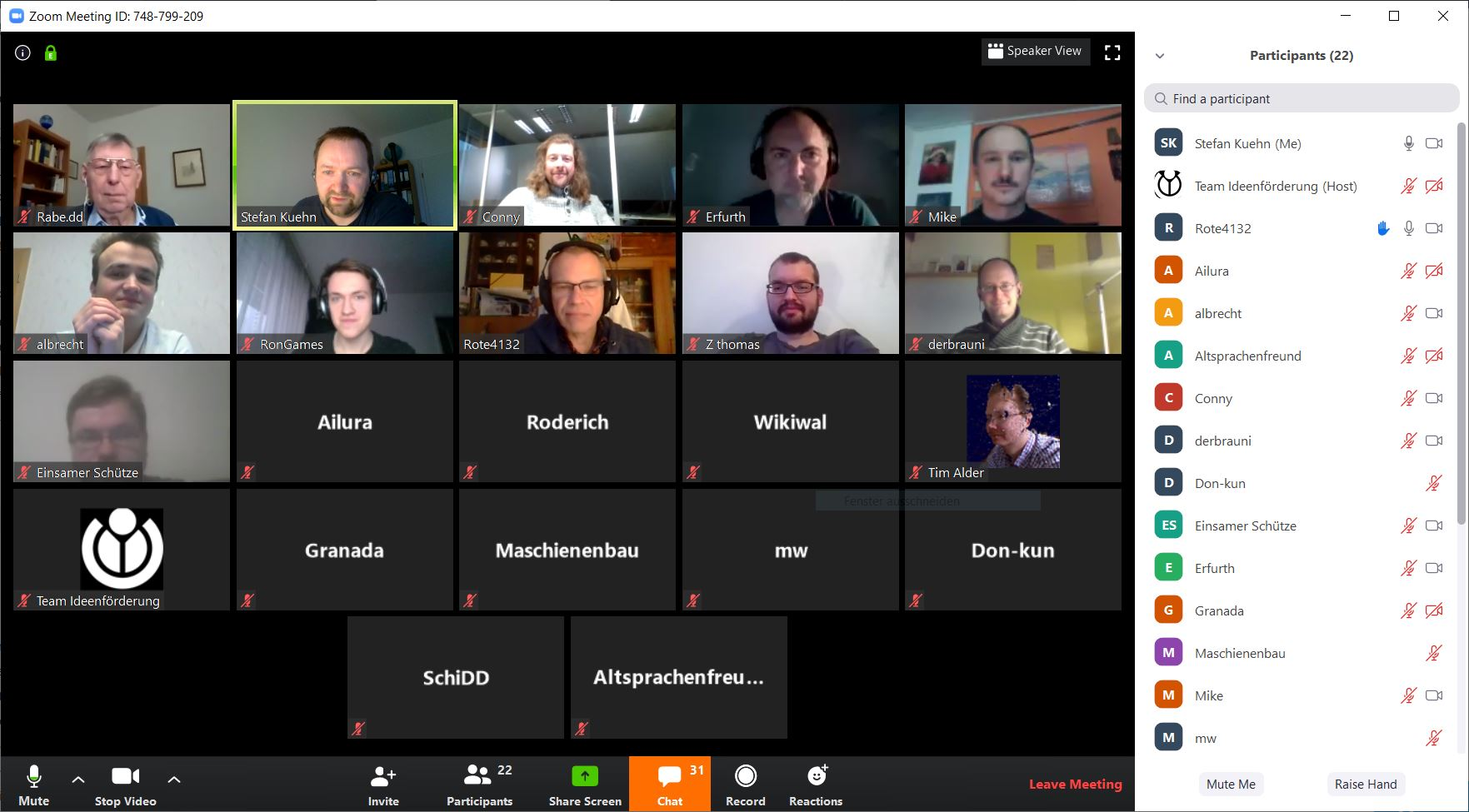
正在进行的Zoom会议的示例

Zoom轟炸（或），是指一個人無意間侵入视频对话的行为，從而造成干擾。 在2019冠狀病毒病疫情期間，許多人因為要保持社交距離而留在家中，企業、學校和社會團體都開始大規模使用視頻會議。該術語亦在2020年開始流行。 該術語與Zoom視頻會議軟件程序的名稱相關聯，而且源於該名稱，但也適用於其他視頻會議平台上的現象。

## 過程
一词来自电话会议应用程序Zoom ，在2019冠状病毒病疫情期间，其在全球范围内的使用量大大增加。 由於很多人使用该应用程序的免费版本作为商务和日常使用的面对面会议作為远程程式，导致黑客和網路白目广泛利用和拆解该应用程序的安全漏洞，並通过互联网共享密码。  在各种论坛上，人们已经进行了协调努力以破坏诸如Discord和Reddit之类的Zoom会话，而某些Twitter帐户则向易受攻击的会话宣传密码以加入。  在學校，学生们「主動要求陌生人到他们的虚拟教室进行『Zoom轟炸』或『Zoom突袭』，为他们孤獨的课程增添趣味」，并通过与攻击者共享密码来缓解突袭。  CNET指出，只需簡單在Google搜索“zoom.us”，便可以看到很多任何人都可以參與的會議。 此外，在公開頁面内的链接令任何人都可以加入會議。 
當一個會議進行中，便會有陌生用戶進入會議，並說出或展示淫穢、種族主義、反猶太主義、反華等訊息以進行連線劫持，正在進行的Zoom會議便被迫中斷。其中一些成功騷擾會議的片段被共享到影片分享平台，例如抖音和YouTube。

## 反應
Zoom轟炸因為不明來歷的參加者發放淫蕩資訊為學校和教師製造了很多問題。 有些學校需要暫停使用視像通話軟件。 其中，有一間位於挪威的學校在使用Whereby的時候，有一名男子進入會議並分享色情片， 令學校轉用Microsoft Teams作為替代。 南加州大學形容Zoom轟炸是一種白目和影響「課堂與學習」的「卑鄙」行為。
事件引發美國聯邦調查局的關注，提醒市民警惕騎劫視像會議和網上課堂的行為（即Zoom轟炸）， 建議用戶在使用視像通話軟件時，保持會議保密並要求用戶使用密碼，甚或其他形式對參與者的控制，例如「等候室」來限制進入會議的人。 一名ESET的記者報導有關內容，警告使用者使用有關軟件進行私人會議時，特別關心「所有的免費視像通話軟件」。資訊安全專家布魯斯·施奈爾亦留意到Zoom的多個問題和影響。
2020年3月30日，由於Zoom轟炸的事件增加，紐約總檢察長辦公室指已開始調查Zoom的私隱和安全政策。Zoom官方則回應指「我們很欣賞紐約總檢察長對於這個議題的關注，也很樂意提供有關資訊。」美國俄亥俄州參議員謝羅德·布朗亦向聯邦貿易委員會詢問對Zoom的調查，指責Zoom在保障用戶私隱和保安方面的欺騙行為。
Zoom轟炸受到廣泛關注，使很多機構禁止使用Google、SpaceX等公司都禁止了員工在公司電腦上使用Zoom。一些政府部門，例如美國国家航空航天局、德國外交部、美國參議院和澳洲國防軍都禁止了使用這個軟件。中華民國和加拿大政府則完全禁止了使用Zoom進行政府公務。在教育方面，紐約市教育局禁止了老師與學生使用該平台，中華民國教育部亦在4月7日下令禁止學校使用Zoom。新加坡教育部亦曾經因為「嚴重事故」禁止老師使用Zoom，但三日後因為安全性提升而取消有關措施。
在美國，聯邦當局以聯邦或個別州份的罪行控告參與Zoom轟炸的人。其中在2020年4月8日，一名康涅狄格州麥迪遜的青少年因為在網課進行Zoom轟炸，涉嫌觸犯電腦犯罪、共謀罪、妨礙治安罪等罪行。
2020年4月27日早上，在香港中文大學使用Zoom進行通識考試期間，有學生指考試開始後十分鐘，有不同國籍的人士進入會議，並在課堂中播放色情影片、印度歌曲等，導致學生未能清晰看到題目，講師卻要求學生在鏡頭展示學生證。有學生認為是學校「中門大開」讓人進入會議，學校則指正在跟進事件。

### Zoom的反應
Zoom的行政總裁兼創始人袁征公開道歉，指公司此前未準備好大量新用戶的加入，解釋稱「這是一個意外和教訓。」Zoom亦在官方網頁的網誌發佈了關於如何避免相關意外的指引，以回應全球的關注。2020年4月7日，Zoom發佈有關使用者體驗和保安的更新，這次更新包含了更清晰的「保安」圖示而會議ID亦不會在工具欄顯示，而且密碼和等候室都在預設設定中開啟。在四月下旬，Zoom發佈了5.0的版本，更新包括AES 256-bi GCM加密和允許用戶向Zoom的信任和安全團隊舉報其他懷疑惡意使用的用戶。